# AEK-971
Das AEK-971 (Awtomat Eksperimentalny Kokscharowa) ist ein sowjetisches Sturmgewehr im Kaliber 5,45 × 39 mm. Es wurde in der Kowrower Waffenfabrik „W. A. Degtjarjow“ entwickelt und produziert, um den von der sowjetischen Regierung im Rahmen des Projekts Abakan gestellten Ansprüchen zu genügen; wobei besonders eine hohe Feuerrate und stabiles Trefferbild auch bei instabiler Position betont worden waren.

## Entwicklung
Das Gewehr wurde von Stanislaw Iwanowitsch Kokscharow in den späten 1980er-Jahren entworfen. Obwohl es die im Rahmen des Projekts Abakan gestellten Anforderungen nicht erfüllte, wurde mit der Entwicklung und Produktion fortgefahren, in der Hoffnung, Käufer zu finden.
In den frühen 2000er-Jahren beschaffte das MWD einige AEK-971 im Kaliber 5,45 × 39 mm, doch die Produktion wurde im Jahr 2006 eingestellt.

## Beschreibung
Das AEK-971 ist ein Gasdrucklader mit Drehkopfverschluss. Trotz äußerlicher Ähnlichkeit mit den bekannten Kalaschnikow-Sturmgewehren ist die Mechanik der Waffe von diesen grundverschieden. Um den Anforderungen an geringen Rückstoß zu genügen, verfügt die Waffe über zwei gegenläufige Gaskolben, die miteinander gekoppelt sind. Der zweite Gaskolben bewegt dabei ein Gegengewicht, wodurch drei der vier Momente der Verschlußrücklaufbewegung ausgeglichen werden. Dies reduziert nicht nur den Rückstoß, sondern lässt die Waffe ruhiger liegen, wodurch bei Dauerfeuer ein wesentlich engeres Trefferbild als bei konventionell aufgebauten automatischen Waffen möglich ist. Das AEK-971 soll bei Dauerfeuer um 15–20 % präziser als das AK-74 sein.
Die Magazine sind mit denen des AK-47 bzw. AK-74 kompatibel.
Der beidseitig angebrachte Feuerwahl- und Sicherungshebel ist bequem mit dem Daumen erreichbar. Als Feuermodi stehen Einzel-, und Dauerfeuer sowie 3-Schuss-Feuerstoß zur Verfügung.

## Tests
Die Waffe nahm an den Abakan-Tests in den 1980er-Jahren teil, die sie nicht bestand. Allerdings wurde aus verschiedenen Gründen auch keine der anderen eingereichten Testwaffen als neue Standardbewaffnung der Armee ausgewählt, sondern eine modifizierte Version des bereits eingeführten AK-74, das AK-74M beschafft.
Als in den 2010er-Jahren die Frage eines neuen Standardsturmgewehres wieder aufgeworfen wurde, reichte das Degtjarjowwerk verbesserte Modelle des AEK-971 (A-545, GRAU-Index 6P67 und A-762, GRAU-Index 6P68) bei den Ratnik-Tests ein. Diese verfügen u. a. über eine verbesserte Ergonomie, einen verstärkten Verschlussdeckel mit nach hinten verlegtem Dioptervisier sowie über Montageschienen, an denen verschiedene Zielhilfen befestigt werden können. Im Dezember 2014 wurde bekanntgegeben, dass beide Waffen, ebenso wie das AK-12, die Tests bestanden haben.

## Versionen
- AEK-971[1]
- AEK-971 Modell 2012/13 (A-545)[1]
- AEK-972 (5,56 × 45 mm NATO)[1]
- AEK-973 (7,62 × 39 mm)[1]
- AEK-973S mit Teleskopschulterstütze[1]
- AEK-973 Modell 2012/13 (A762)[1]